# Papilio slateri
Espèce
Papilio slateri ou Mime à rayures bleues est une espèce de lépidoptères (papillons) de la famille des Papilionidae. L'espèce est présente dans le nord-est de l'Inde, en Birmanie, dans la péninsule indochinoise et en Indonésie.

## Systématique
Papilio slateri a été décrit pour la première fois par William Chapman Hewitson en 1853.